# Roman (Brauerei)

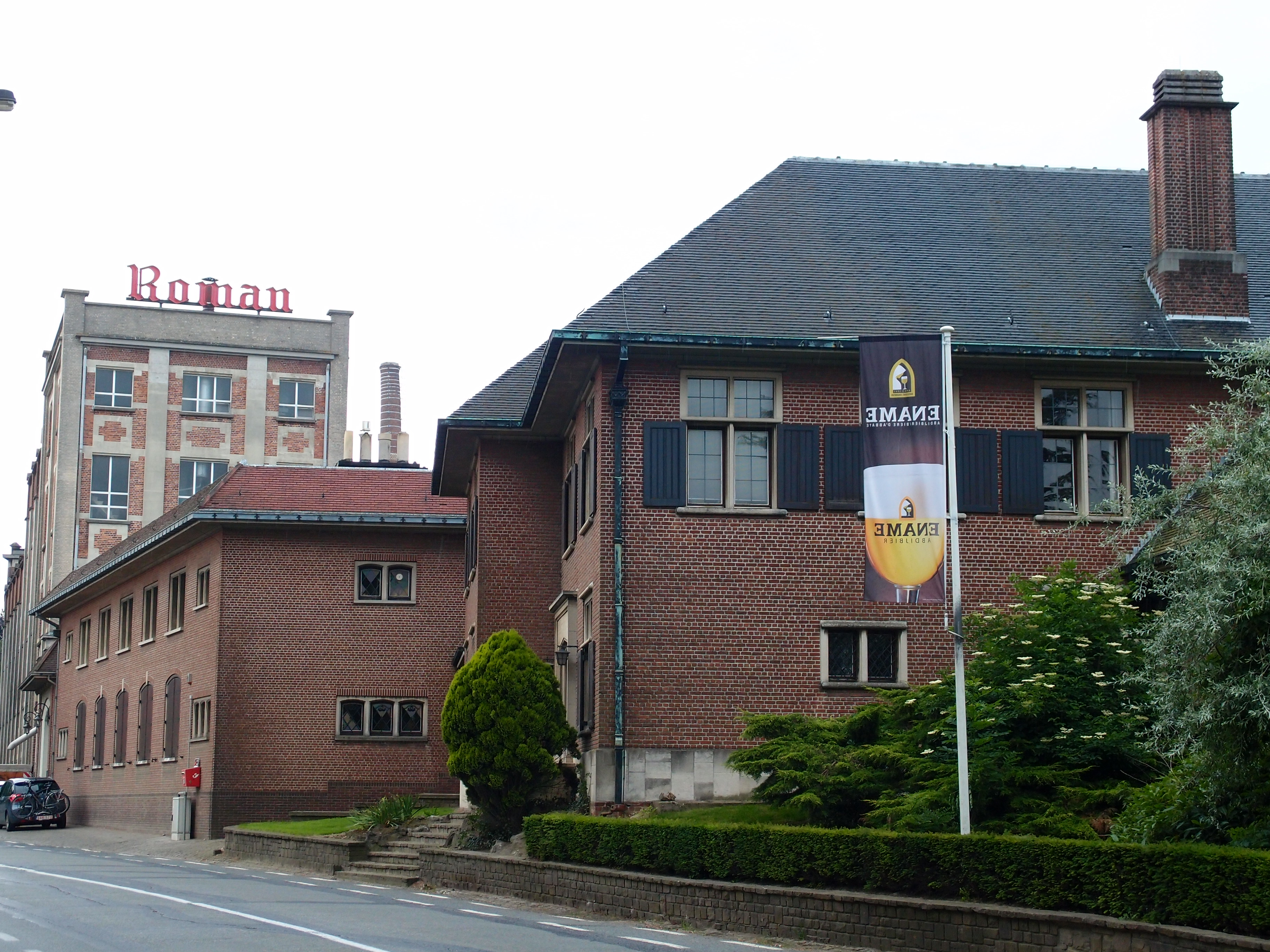
Brauerei Roman

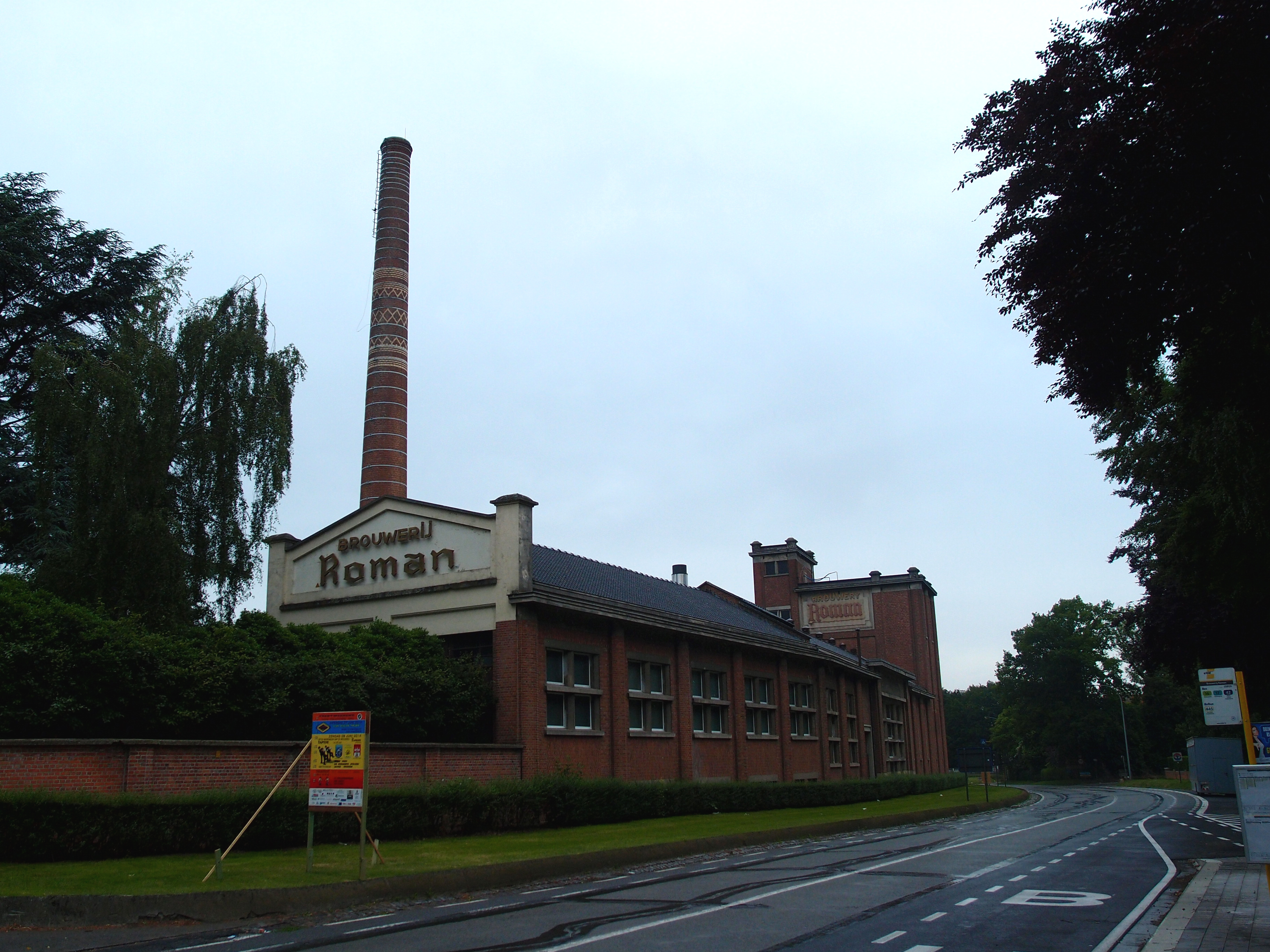
Brauerei Roman

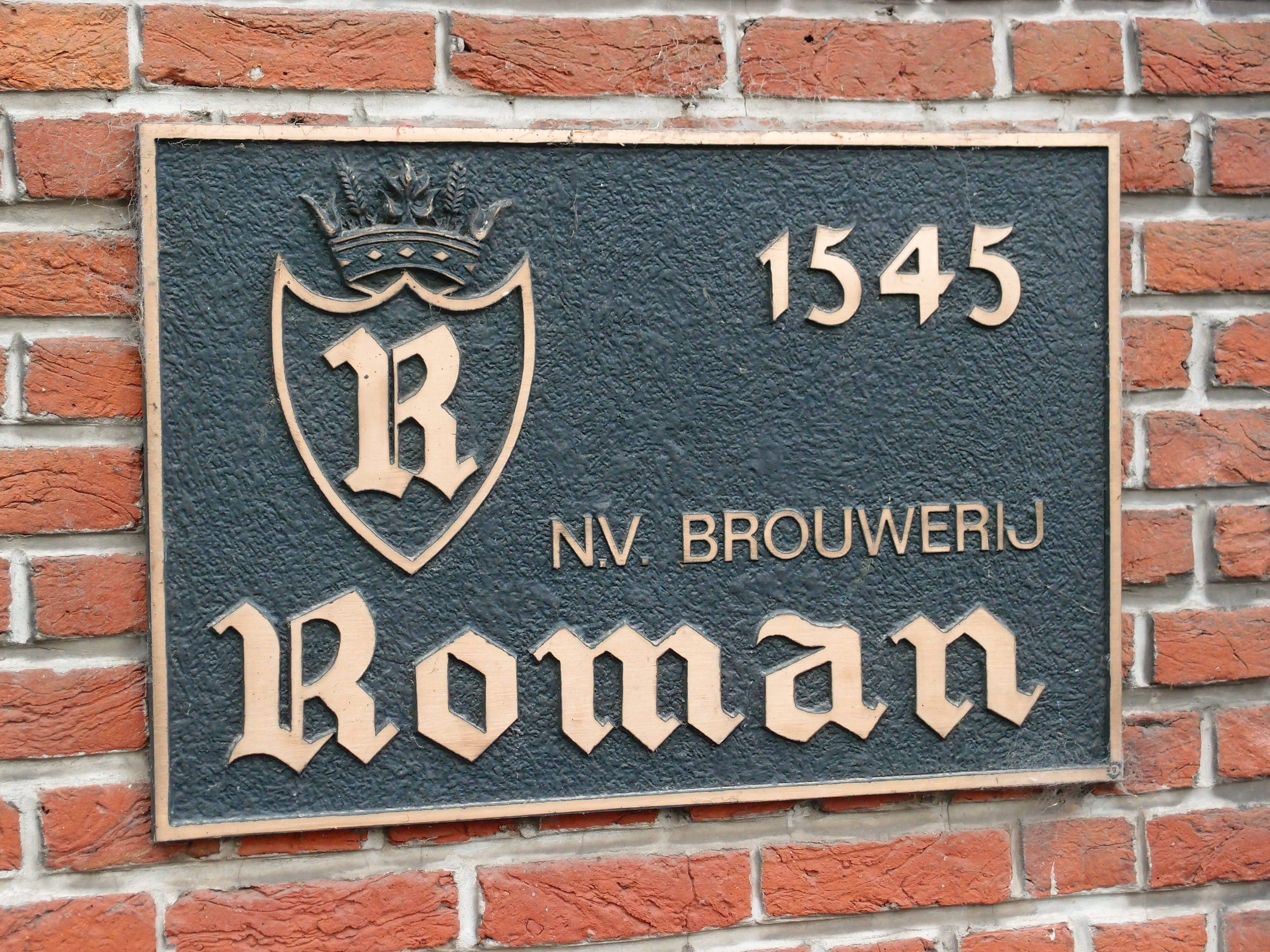

Roman ist eine familiär geführte belgische Traditionsbrauerei im ostflanderschen Dorf Mater in Oudenaarde. Die Brauerei ist Mitglied der Gesellschaft Belgian Family Brewers. 2014 wurden 84.000 hl Bier gebraut.

## Geschichte
Der Gründervater der Familienbrauerei Roman war Joos Roman, der im Jahr 1545 im Dorf Mater – an der Handelsroute zwischen Deutschland und Frankreich – das Brauhaus De Clocke bewirtschaftete.
Der Betrieb wird heute in zwölfter Generation durch Louis Ch. J. Roman geführt. Die ursprünglich im Nebenerwerb betriebene Braustätte wurde zu einer florierenden Brauerei fortentwickelt.

## Biermarken
- Adriaen Brouwer  (5,0 %)
- Adriaen Brouwer Dark Gold (8,5 %)
- Adriaen Brouwer Wintergold (10,0 %)
- Black Hole (5,6 %)
- Ename Blond (6,5 %)
- Ename Dubbel (6,5 %)
- Ename Tripel (8,5 %)
- Ename Cuvée Rouge (7,0 %)
- Mater Witbier (5,0 %)
- Gentse Strop (6,9 %)
- Romy Pils (5,1 %)
- Sloeber (7,5 %)
- Romy Pils (5,1 %)

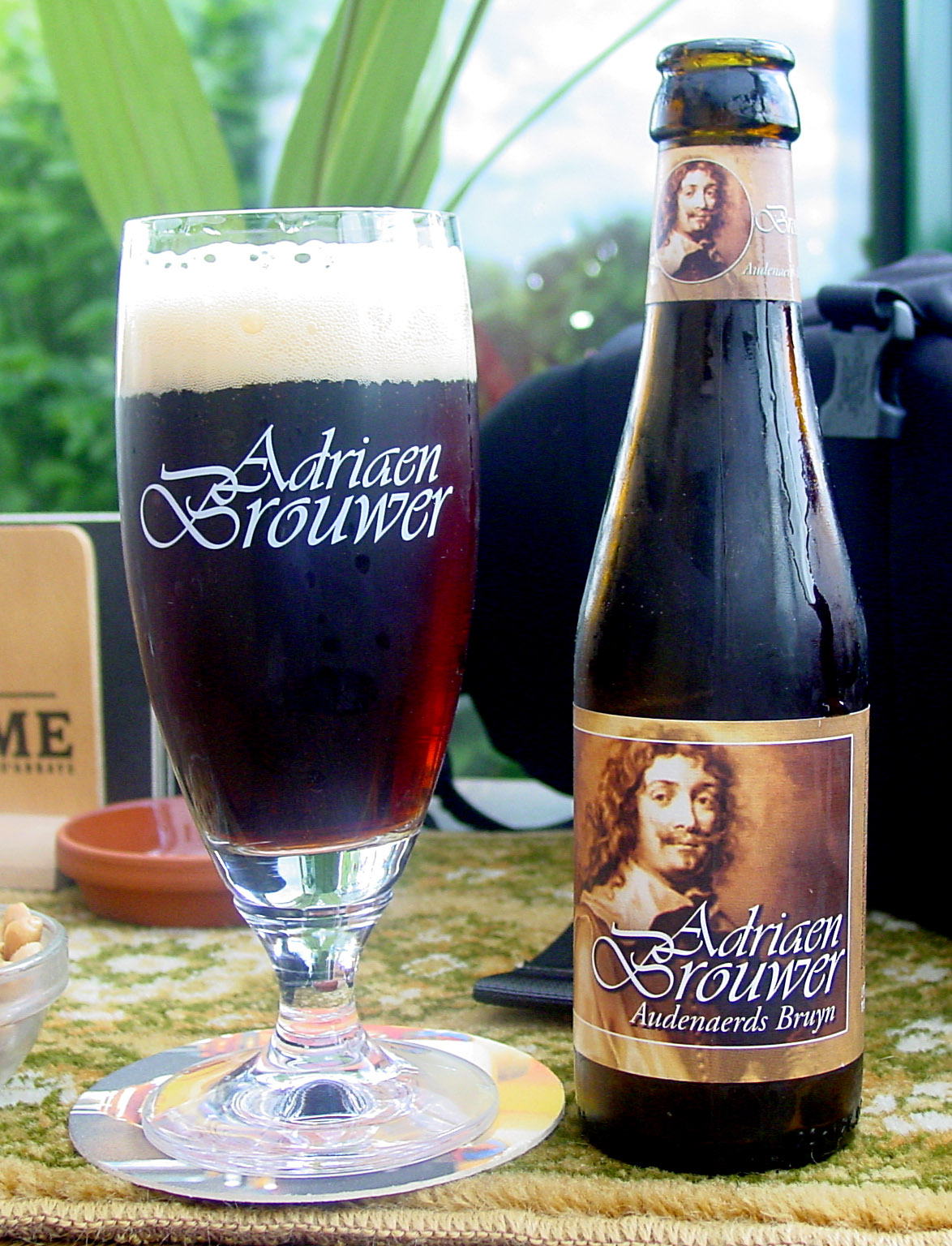
Adriaen Brouwer
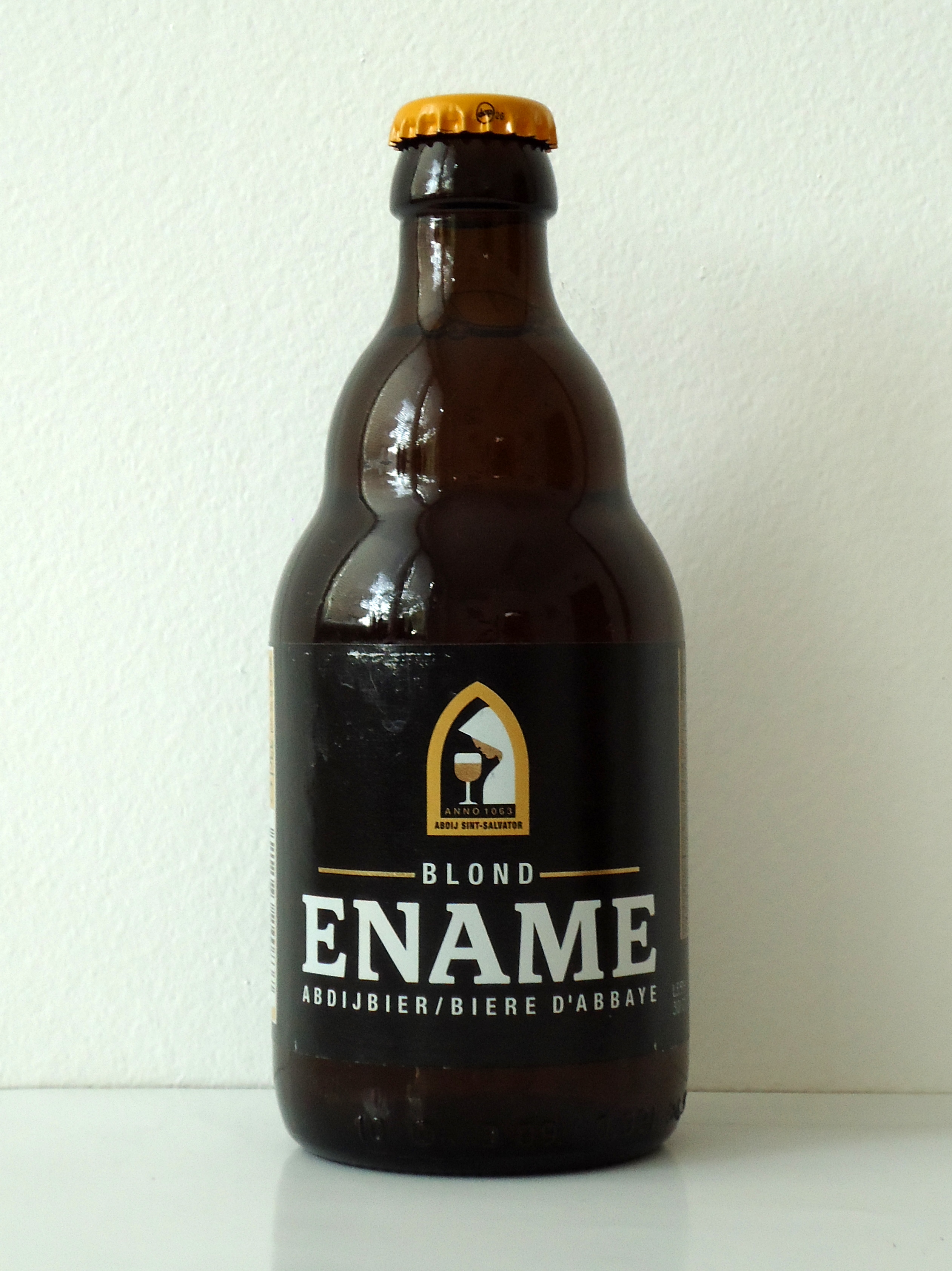
Ename Blond
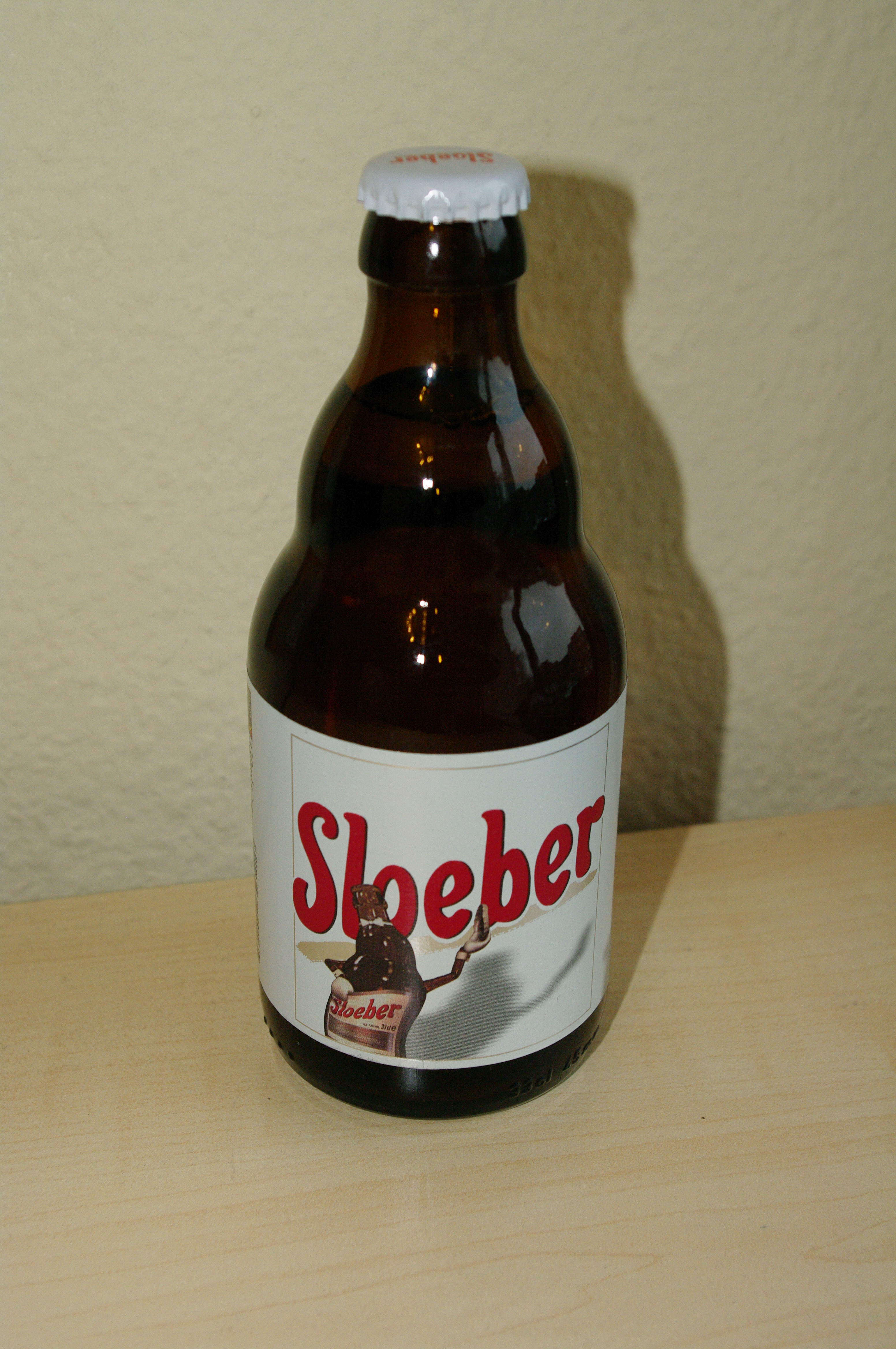
Sloeber
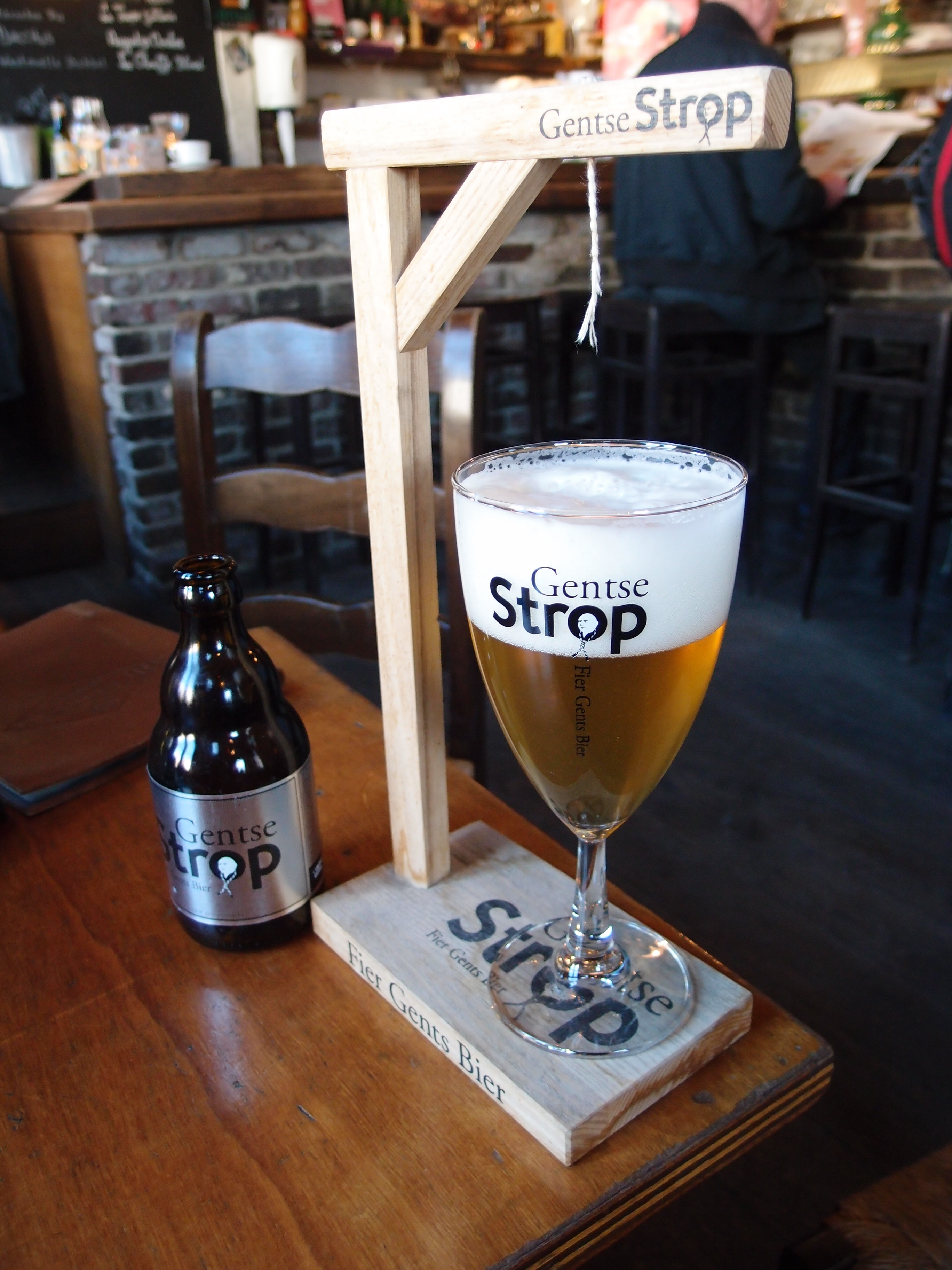
Gentse Strop